# 사이토 류세이 (배우)
사이토 류세이 (일본어:  齋藤 隆成, 1996년 12월 18일 ~ )는 일본의 전 배우로, 베스타 소속, 가나가와현 출신이다.